# Kemitron Naja
Kemitron Naja (Naja) је професионални рачунар, производ фирме Kemitron који је почео да се израђује у Бразилу током 1984. године.
Користио је Z80A као централни микропроцесор а RAM меморија рачунара Naja је имала капацитет од 48 kb (до 64k за CP/M). 
Као оперативни систем кориштен је NajaDOS (NewDOS 80), CP/M опциони.

## Детаљни подаци
Детаљнији подаци о рачунару Naja су дати у табели испод.
|                       |                                                                                          |
| [ 1 ]                 |                                                                                          |
| Произвођач            |                                                                                          |
| Тип                   | професионални рачунар                                                                    |
| Меморија              | 48 (до 64k за CP/M)                                                                      |
| Поријекло             | Бразил                                                                                   |
| Година                | 1984                                                                                     |
| Тастатура             | тастатура са нумеричком тастатуром, 65 тастера, auto-repeat, посебни португалски знакови |
| Процесор              |                                                                                          |
| Фреквенција процесора | 2,1 / 3,6 (софтверски подесиво)                                                          |
| RAM                   | 48 (до 64k за CP/M)                                                                      |
| ROM                   | 16                                                                                       |
| Текст                 | 16 x 32, 16 x 64                                                                         |
| Графика               | 192 x 64, 256 x 192                                                                      |
| Боја                  | једна боја, уграђени монитор                                                             |
| Звук                  | мали звучник                                                                             |
| Димензије             | 16 x 38 x 37                                                                             |
| Портови               |                                                                                          |
| Оперативни систем     |                                                                                          |